# Walid Azarou
Walid Azarou (Aït Melloul, Marruecos, 11 de junio de 1995) es un futbolista marroquí. Su posición es la de delantero y su club es el Ajman Club de la UAE Pro League.

## Carrera

### Difaa El Jadida
Su debut como profesional fue el 1 de noviembre de 2015 en un partido de liga ante el Hassania Agadir, arrancando como titular y completando todo el partido, además marcó un gol al minuto 58', aunque su equipo terminó empatando el encuentro por marcador de 1-1. Con el paso de la temporada siguió siendo titular indiscutible y ayudando a que su equipo quedará en la posición 13 de la liga, terminando su primera temporada con veinte partidos jugados y seis goles anotados.
En su segunda temporada con el club fue un elemento muy importante, sus con buenas actuaciones ayudaron a que el equipo terminara en tercer lugar de la liga, y terminó con veintiocho partidos jugados en los que anotó doce goles.

## Estadísticas

### Clubes
Actualizado al último partido jugado el 30 de agosto de 2024.
| Difaa El Jadida Marruecos | 1.ª           | 2015-16       | 20  | 6  | -  | - | -  | -  | 20  | 6   | 0.30 |
| Difaa El Jadida Marruecos | 1.ª           | 2016-17       | 28  | 12 | -  | - | -  | -  | 28  | 12  | 0.43 |
| Difaa El Jadida Marruecos | Total club    | Total club    | 48  | 18 | 0  | 0 | 0  | 0  | 48  | 18  | 0.37 |
| Al-Ahly · Egipto | 1.ª           | 2017-18       | 30  | 18 | 2  | 2 | 8  | 6  | 40  | 26  | 0.65 |
| Al-Ahly · Egipto | 1.ª           | 2018-19       | 23  | 6  | 1  | 0 | 14 | 5  | 38  | 11  | 0.29 |
| Al-Ahly · Egipto | 1.ª           | 2019-20       | 7   | 2  | 1  | 2 | 3  | 0  | 11  | 4   | 0.36 |
| Al-Ahly · Egipto | Total club    | Total club    | 60  | 26 | 4  | 4 | 25 | 11 | 89  | 41  | 0.46 |
| Al-Ettifaq Club Arabia Saudita | 1.ª           | 2019-20       | 7   | 3  | -  | - | -  | -  | 7   | 3   | 0.43 |
| Al-Ettifaq Club Arabia Saudita | 1.ª           | 2020-21       | 25  | 9  | 1  | 0 | -  | -  | 26  | 9   | 0.35 |
| Al-Ettifaq Club Arabia Saudita | 1.ª           | 2021-22       | 17  | 2  | 1  | 0 | -  | -  | 18  | 2   | 0.20 |
| Al-Ettifaq Club Arabia Saudita | Total club    | Total club    | 49  | 14 | 2  | 0 | 0  | 0  | 51  | 14  | 0.36 |
| Ajman Club · Emiratos Árabes Unidos | 1.ª           | 2021-22       | 12  | 5  | -  | - | -  | -  | 12  | 5   | 0.42 |
| Ajman Club · Emiratos Árabes Unidos | 1.ª           | 2022-23       | 26  | 12 | 6  | 1 | -  | -  | 32  | 13  | 0.41 |
| Ajman Club · Emiratos Árabes Unidos | 1.ª           | 2023-24       | 20  | 12 | 4  | 2 | -  | -  | 24  | 14  | 0.58 |
| Ajman Club · Emiratos Árabes Unidos | 1.ª           | 2024-25       | 2   | 0  | 1  | 0 | -  | -  | 3   | 0   | 0    |
| Ajman Club · Emiratos Árabes Unidos | Total club    | Total club    | 60  | 29 | 11 | 3 | 0  | 0  | 71  | 32  | 0.45 |
| Total carrera | Total carrera | Total carrera | 226 | 87 | 17 | 7 | 25 | 11 | 259 | 108 | 0.42 |
| (1) Incluye datos de Copa de Egipto (2017) y Supercopa de Egipto (2017). (2) Incluye datos de Liga de Campeones de la CAF (2017-18). (3) No incluye goles en partidos amistosos. |               |               |     |    |    |   |    |    |     |     |      |

### Selección nacional
Actualizado al último partido jugado el 11 de diciembre de 2021.
| Selección          | Año   | Eliminatorias | Eliminatorias | Eliminatorias | Continental(1) | Continental(1) | Continental(1) | Mundial(2) | Mundial(2) | Mundial(2) | Amistosos | Amistosos | Amistosos | Total | Total | Total  | Media goleadora |
| Selección          | Año   | Part.         | Goles         | Asist.        | Part.          | Goles          | Asist.         | Part.      | Goles      | Asist.     | Part.     | Goles     | Asist.    | Part. | Goles | Asist. | Media goleadora |
| ------------------ | ----- | ------------- | ------------- | ------------- | -------------- | -------------- | -------------- | ---------- | ---------- | ---------- | --------- | --------- | --------- | ----- | ----- | ------ | --------------- |
| Absoluta Marruecos |       |               |               |               |                |                |                |            |            |            |           |           |           |       |       |        |                 |
| 2017               | —     | —             | —             | 1             | 0              | 0              | —              | —          | —          | 3          | 0         | 0         | 4         | 0     | 0     | 0.00   |                 |
| 2018               | —     | —             | —             | 1             | 0              | 0              | —              | —          | —          | 2          | 0         | 0         | 3         | 0     | 0     | 0.00   |                 |
| 2019               | —     | —             | —             | —             | —              | —              | —              | —          | —          | 2          | 0         | 0         | 2         | 0     | 0     | 0.00   |                 |
| 2021               | —     | —             | —             | 3             | 0              | 1              | —              | —          | —          | —          | —         | —         | 3         | 0     | 1     | 0.00   |                 |
| Total              | 0     | 0             | 0             | 5             | 0              | 1              | 0              | 0          | 0          | 7          | 0         | 0         | 12        | 0     | 1     | 0.00   |                 |
| Total              | Total | 0             | 0             | 0             | 5              | 0              | 1              | 0          | 0          | 0          | 7         | 0         | 0         | 12    | 0     | 1      | 0.00            |

#### Partidos internacionales
| Detalle de partidos internacionales | Detalle de partidos internacionales | Detalle de partidos internacionales        | Detalle de partidos internacionales | Detalle de partidos internacionales | Detalle de partidos internacionales | Detalle de partidos internacionales | Detalle de partidos internacionales     |
| N°                                  | Fecha                               | Estadio                                    | Rival                               | Resultado                           | Goles                               | Asist.                              | Competición                             |
| Selección absoluta                  | Selección absoluta                  | Selección absoluta                         | Selección absoluta                  | Selección absoluta                  | Selección absoluta                  | Selección absoluta                  | Selección absoluta                      |
| ----------------------------------- | ----------------------------------- | ------------------------------------------ | ----------------------------------- | ----------------------------------- | ----------------------------------- | ----------------------------------- | --------------------------------------- |
| 1.                                  | 24 de marzo de 2017                 | Estadio de Marrakech, Marrakech, Marruecos | Burkina Faso                        | 2:0                                 |                                     |                                     | Amistoso                                |
| 2.                                  | 28 de marzo de 2017                 | Estadio de Marrakech, Marrakech, Marruecos | Túnez                               | 1:0                                 |                                     |                                     | Amistoso                                |
| 3.                                  | 31 de mayo de 2017                  | Estadio de Marrakech, Marrakech, Marruecos | Países Bajos                        | 1:2                                 |                                     |                                     | Amistoso                                |
| 4.                                  | 10 de junio de 2017                 | Stade Ahmadou Ahidjo, Yaundé, Camerún      | Camerún                             | 1:0                                 |                                     |                                     | Clasificación Copa Africana de Naciones |
| 5.                                  | 27 de marzo de 2018                 | Estadio Mohammed V, Casablanca, Marruecos  | Uzbekistán                          | 2:0                                 |                                     |                                     | Amistoso                                |
| 6.                                  | 13 de octubre de 2018               | Estadio Mohammed V, Casablanca, Marruecos  | Comoras                             | 1:0                                 |                                     |                                     | Clasificación Copa Africana de Naciones |
| 7.                                  | 20 de noviembre de 2018             | Estadio Olímpico de Radès, Radès, Túnez    | Túnez                               | 0:1                                 |                                     |                                     | Amistoso                                |
| 8.                                  | 6 de septiembre de 2019             | Estadio de Marrakech, Marrakech, Marruecos | Burkina Faso                        | 1:1                                 |                                     |                                     | Amistoso                                |
| 9.                                  | 10 de septiembre de 2019            | Estadio de Marrakech, Marrakech, Marruecos | Níger                               | 1:0                                 |                                     |                                     | Amistoso                                |
| 10.                                 | 1 de diciembre de 2021              | Estadio Al Janoub, Al Wakrah, Catar        | Palestina                           | 4:0                                 |                                     |                                     | Copa Árabe FIFA 2021                    |
| 11.                                 | 4 de diciembre de 2021              | Estadio Áhmad bin Ali, Rayán, Catar        | Jordania                            | 4:0                                 |                                     |                                     | Copa Árabe FIFA 2021                    |
| 12.                                 | 11 de diciembre de 2021             | Estadio Al Thumama, Doha, Catar            | Argelia                             | 2:2                                 |                                     |                                     | Copa Árabe FIFA 2021                    |

## Palmarés

### Campeonatos nacionales
| Título                   | Club    | País   | Año     |
| ------------------------ | ------- | ------ | ------- |
| Supercopa de Egipto      | Al-Ahly | Egipto | 2017    |
| Premier League de Egipto | Al-Ahly | Egipto | 2017-18 |
| Premier League de Egipto | Al-Ahly | Egipto | 2018-19 |

### Distinciones individuales
| Distinción                              | Año     |
| --------------------------------------- | ------- |
| Goleador de la Premier League de Egipto | 2017-18 |